# Élections législatives autrichiennes de 2006
Les élections législatives autrichiennes de 2006 (en allemand : Nationalratswahl in Österreich 2006) se tiennent le 1er octobre 2006 afin d'élire les 183 députés de la XXIIIe législature du Conseil national pour un mandat de cinq ans.
Ce scrutin est remporté par le Parti social-démocrate d'Autriche (SPÖ), qui retrouve sa première place parmi les forces politiques après l'avoir perdue en 2002. Le président fédéral du SPÖ Alfred Gusenbauer est investi chancelier fédéral après avoir formé une « grande coalition » avec le Parti populaire autrichien (ÖVP).

## Contexte
Aux élections législatives anticipées du 24 novembre 2002, le Parti populaire autrichien (ÖVP) du chancelier fédéral Wolfgang Schüssel redevient la première force politique fédérale. Totalisant 42,3 % des voix, il réalise son meilleur résultat depuis 20 ans et arrive en tête du scrutin pour la première fois depuis 1966. Il surpasse ainsi le Parti social-démocrate d'Autriche (SPÖ) d'Alfred Gusenbauer, qui perd son statut de premier parti du pays après trois ans dans l'opposition, et remporte 36,5 % des suffrages exprimés.
Le Parti de la liberté d'Autriche (FPÖ), devenu à quelques centaines de bulletins de vote près la deuxième force parlementaire en 1999 et membre de la « coalition noire-bleue » de Schüssel, s'effondre après trois ans de participation au gouvernement et de dissensions internes. Il ne réunit que 10 % des voix, son plus mauvais score depuis 1986. Il devance de peu Les Verts - L'Alternative verte (Grünen), qui atteignent 9,5 % des suffrages et signent à cette époque leur meilleure performance électorale.
Si la coalition au pouvoir reste majoritaire avec 97 députés sur 183, les équilibres internes à celle-ci sont rompus et le rapport de force penche très nettement en faveur de l'ÖVP. Au bout de trois mois de négociations, Wolfgang Schüssel confirme son alliance avec le FPÖ et constitue son second gouvernement, qui compte 11 ministres fédéraux. À cette occasion, le ministre fédéral des Finances Karl-Heinz Grasser rompt avec le Parti de la liberté et se trouve confirmé en tant qu'indépendant sur le quota du Parti populaire.
Lors de l'élection présidentielle fédérale du 25 avril 2004, le candidat du SPÖ et deuxième président du Conseil national Heinz Fischer défait la candidate de l'ÖVP et ministre fédérale des Affaires étrangères Benita Ferrero-Waldner par 52,4 % des suffrages exprimés. Le 6 juillet, deux jours avant la passation de pouvoirs, le président fédéral Thomas Klestil meurt à l'âge de 71 ans. Les trois présidents du Conseil national assument alors ses fonctions temporairement.
Le 4 avril 2005, le gouverneur de Carinthie Jörg Haider annonce qu'il quitte le FPÖ, dont il était depuis 20 ans la figure tutélaire et le principal idéologue, alors que les ultra-nationalistes s'apprêtent à en prendre le contrôle sous l'autorité de Heinz-Christian Strache. Il fonde 13 jours plus tard l'Alliance pour l'avenir de l'Autriche (BZÖ), un parti de droite conservatrice et nationaliste modéré que rejoint la moitié du groupe parlementaire et la totalité des ministres fédéraux. Le chancelier fédéral conservant une assise parlementaire diminuée, il n'est pas tenu de convoquer de nouvelles élections législatives.

## Mode de scrutin

Carte des neuf Länder.

L'Autriche est une république semi-présidentielle dotée d'un parlement bicaméral.
Sa chambre basse, le Conseil national (en allemand : Nationalrat), est composée de 183 députés élus pour cinq ans selon un mode de scrutin proportionnel de liste bloquées dans neuf circonscriptions, qui correspondent aux Länder, à raison de 7 à 36 sièges par circonscription selon leur population. Elles sont ensuite subdivisées en un total de 43 circonscriptions régionales.
Le seuil électoral est fixé à 4 % ou un siège d'une circonscription régionale. La répartition se fait à la méthode de Hare au niveau régional puis suivant la méthode d'Hondt au niveau fédéral.
Bien que les listes soit bloquées, interdisant l'ajout de noms n'y figurant pas, les électeurs ont la possibilité d'exprimer une préférence pour un maximum de trois candidats, permettant à ces derniers d'être placés en tête de liste pour peu qu'ils totalisent un minimum de 14 %, 10 % ou 7 % des voix respectivement au niveau régional, des Länder, et fédéral. Le vote, non obligatoire, est possible à partir de l'âge de 18 ans.

## Campagne

### Partis et chefs de file
| Parti | Parti                                                                          | Idéologie                                                      | Tête de liste                          | Score en 2008              |
| ----- | ------------------------------------------------------------------------------ | -------------------------------------------------------------- | -------------------------------------- | -------------------------- |
|       | Parti populaire autrichien (ÖVP) Österreichische Volkspartei                   | Centre droit Démocratie chrétienne, conservatisme, libéralisme | Wolfgang Schüssel (Chancelier fédéral) | 42,3 % des voix 79 députés |
|       | Parti social-démocrate d'Autriche (SPÖ) Sozialdemokratische Partei Österreichs | Centre gauche Social-démocratie, progressisme                  | Alfred Gusenbauer                      | 36,5 % des voix 69 députés |
|       | Parti de la liberté d'Autriche (FPÖ) Freiheitliche Partei Österreichs          | Extrême droite Nationalisme, conservatisme, populisme          | Heinz-Christian Strache                | 10,0 % des voix 18 députés |
|       | Les Verts - L'Alternative verte (Grüne) Die Grünen – Die Grüne Alternative     | Centre gauche Écologie, progressisme                           | Alexander Van der Bellen               | 9,5 % des voix 17 députés  |
|       | Alliance pour l'avenir de l'Autriche (BZÖ) Bündnis Zukunft Österreich          | Extrême droite Conservatisme, libéralisme, populisme           | Peter Westenthaler                     | inexistant 0 député        |

## Résultats

### Fédéral
|                           |                                                    |           |       |      |        |               |  |  |  |  |  |  |  |  |
| Partis                    | Partis                                             | Voix      | %     | +/-  | Sièges | +/-           |  |  |  |  |  |  |  |  |
|                           | Parti social-démocrate d'Autriche (SPÖ)            | 1 663 986 | 35,34 | 1,17 | 68     | 1             |  |  |  |  |  |  |  |  |
|                           | Parti populaire autrichien (ÖVP)                   | 1 616 493 | 34,33 | 7,97 | 66     | 13            |  |  |  |  |  |  |  |  |
|                           | Les Verts - L'Alternative verte (Grünen)           | 520 130   | 11,04 | 1,58 | 21     | 4             |  |  |  |  |  |  |  |  |
|                           | Parti de la liberté d'Autriche (FPÖ)               | 519 598   | 11,03 | 1,02 | 21     | 3             |  |  |  |  |  |  |  |  |
|                           | Alliance pour l'avenir de l'Autriche (BZÖ)         | 193 539   | 4,11  | Nv.  | 7      | 7             |  |  |  |  |  |  |  |  |
|                           | Liste Hans-Peter Martin                            | 131 688   | 2,80  | Nv.  | 0      | en stagnation |  |  |  |  |  |  |  |  |
|                           | Parti communiste d'Autriche (KPÖ)                  | 47 578    | 1,01  | 0,45 | 0      | en stagnation |  |  |  |  |  |  |  |  |
|                           | Fédération pour une Autriche libre et neutre (NFÖ) | 10 594    | 0,23  | Nv.  | 0      | en stagnation |  |  |  |  |  |  |  |  |
|                           | Parti de la gauche socialiste (SLP)                | 2 257     | 0,05  | 0,03 | 0      | en stagnation |  |  |  |  |  |  |  |  |
|                           | Autres                                             | 2 418     | 0,05  | –    | 0      | en stagnation |  |  |  |  |  |  |  |  |
|                           |                                                    |           |       |      |        |               |  |  |  |  |  |  |  |  |
| Suffrages exprimés        | Suffrages exprimés                                 | 4 708 281 | 98,22 |      |        |               |  |  |  |  |  |  |  |  |
| Votes blancs et invalides | Votes blancs et invalides                          | 85 499    | 1,78  |      |        |               |  |  |  |  |  |  |  |  |
| Total                     | Total                                              | 4 793 780 | 100   | –    | 183    | en stagnation |  |  |  |  |  |  |  |  |
| Abstentions               | Abstentions                                        | 1 314 112 | 20,51 |      |        |               |  |  |  |  |  |  |  |  |
| Inscrits/Participation    | Inscrits/Participation                             | 6 107 892 | 78,49 |      |        |               |  |  |  |  |  |  |  |  |

### Par Land
| Land           | SPÖ            | ÖVP  | Grünen | FPÖ  | BZÖ  | Martin |     |
| Land           | %              | %    | %      | %    | %    | %      |     |
| -------------- | -------------- | ---- | ------ | ---- | ---- | ------ | --- |
| Land           | Basse-Autriche | 36,2 | 39,2   | 9,0  | 9,6  | 2,3    | 3,0 |
| Burgenland     | 45,0           | 36,1 | 5,8    | 8,7  | 1,7  | 2,0    |     |
| Carinthie      | 35,4           | 21,2 | 7,5    | 7,2  | 24,9 | 1,9    |     |
| Haute-Autriche | 36,1           | 35,2 | 10,2   | 12,2 | 2,6  | 2,8    |     |
| Salzbourg      | 28,5           | 39,2 | 12,5   | 12,3 | 3,1  | 3,2    |     |
| Styrie         | 37,2           | 37,5 | 7,9    | 10,4 | 3,2  | 1,9    |     |
| Tyrol          | 23,2           | 43,8 | 13,0   | 10,8 | 3,3  | 4,1    |     |
| Vienne         | 41,0           | 21,8 | 17,4   | 13,9 | 1,8  | 2,2    |     |
| Vorarlberg     | 18,5           | 42,0 | 16,4   | 10,9 | 3,2  | 7,7    |     |

### Analyse
Ce scrutin est marqué par un nouveau repli des deux grands partis, après l'embellie enregistrée en 2002. Le très fort recul de l'ÖVP de Wolfgang Schüssel, qui abandonne presque huit points, le fait retomber à la deuxième place des forces politiques. Effectivement, le SPÖ d'Alfred Gusenbauer contient sa chute à tout juste un point et retrouve donc sa première place sur la scène politique. Les sociaux-démocrates devancent ainsi les conservateurs de 47 500 voix et deux sièges de député fédéral. Bien qu'il progresse d'un point, le FPÖ de Heinz-Christian Strache perd son rôle de troisième force parlementaire, qu'il est contraint de céder aux Grünen d'Alexander Van der Bellen pour seulement 600 bulletins de vote. La BZÖ de Peter Westenthaler est le cinquième parti à intégrer le Conseil national. Franchissant de justesse le seuil électoral national de 4 %, elle ne doit cette performance qu'à son score très élevé en Carinthie, où elle atteint 25 % des voix.

### Conséquences
La « coalition noire-orange » sortante étant nettement minoritaire avec 73 députés, Alfred Gusenbauer reçoit du président fédéral Heinz Fischer la mission de constituer un nouvel exécutif et entreprend de négocier avec l'ÖVP. Il y parvient au bout de trois mois. Le 11 janvier 2007, il est investi chancelier fédéral et forme une nouvelle « grande coalition » avec Wilhelm Molterer comme vice-chancelier.